# Битолско благотворително братство
Битолското благотворително братство е патриотична и благотворителна обществена организация на македонски българи от региона на Битоля, съществувала в българската столица София от началото на XX век.

## История
Дружеството е основано в края на XIX век в София. През Балканските войни доброволци от братството се включват в Четвърта битолска дружина на Македоно-одринското опълчение.
На Учредителния събор на македонските бежански братства от 28 ноември 1918 година до 1 януари 1919 година делегати от Битолското братсво са Димитър Михайлов и Анастас Лозанчев.
Делегати от Битолското братство на обединителния конгрес на СМЕО и МФРО от януари 1923 година са Георги Совичанов, Димитър Пенджерков, Кирил Христов, Тодор Михайлов и Йордан Бадев.
На 25 октомври 1925 година братството избира настоятелство в състав Антон Робев (председател), Александър Ефтимов (подпредседател), Кирил Нечев (секретар), Георги Сувичанов (касиер), а съветници са Методи Холиолчев, Димо Владиков и Начо Дживджавков.
След Седмия конгрес на Съюза на македонските емигрантски организации през 1929 година Йордан Бадев от Битолското братство подписва брошурата „Едно необходимо осветление“.
В управителното тяло на братството са Михаил Ив. Генадиев, Борис Антонов Димитров, Сотир Михайлов Божинов, Никола Талев Алавантиев, Кирил Христов Нечев, Димитър Атанасов Михайлов, Коста Николов Стефанов, Мишо Николов Трумев, Димитър Наумов Пенджерков и Христо Анастасов Антонов. На 10 май 1936 година членовете на Битолското (Демирхисарското) братство на извънредно заседание взима решение за учредяване на ефория за управляване на братсвения имот. Създадена е фондация и е прехвърлен в нейна собственост имот на ул. „Раковска“ 201.
През 1938 година е учредена Битолската женска културна и благотворителна дружба „Св. Неделя“. Работи активно до 1940 година и закратко възобновява дейност през 1945 година. В нейното настоятелство през 1948 година влизат Марица Иванова Антонова (председател), Александра Павлова Димова (подпредседател), Донка Николова Янишлиева (касиер), Мара Димитрова Михайлова (секретар), Олга Александрова Радева, Ирина Димитрова Михайлова, Софка Атанасова Шишкова и Марина Стоева Старовска са съветнички. В контролната комисия влизат Василка Петрова Лужева (председател), Семвастия Караманчева и Фанка Костадинова Бояджиева са съветнички, а Елена Николова Лазарова е подгласничка.